# Markesan (Wisconsin)
Pour les articles homonymes, voir Markesan.
Markesan est une ville américaine située dans le comté de Green Lake, au Wisconsin. Selon le recensement de 2010, sa population est de 1 476 habitants.